# Marina Marcel
Maria Esther Marcell, conhecida artisticamente como Marina Marcel, foi uma bailarina, atriz e coreógrafa argentino-brasileira. Sua atuação no meio artístico ocorreu majoritariamente no Rio de Janeiro durante as décadas de 1950 e 1960, sobretudo no teatro de revista, que atraía público considerável naquele momento. Além da carreira teatral, atuou em diversos filmes do estilo chanchada, onde contracenou com figuras icônicas deste gênero como Grande Otelo, Ronald Golias e Ankito. Formada originalmente em ballet clássico, suas performances incorporavam diversos outros gêneros do ballet, demonstrando a versatilidade de suas habilidades artísticas, como jazz e sapateado.

## Primeiros anos
Nascida em Buenos Aires, filha do imigrante espanhol Manuel Marcell, motorista de caminhão, e de Maria Ester Moreno de Marcell, dona de casa, vivenciou uma infância humilde nos conventillos portenhos. Ainda durante a infância, começou a dedicar-se à carreira artística como uma maneira de buscar garantir certa instrução e escapar do contexto de pobreza vivenciado pela comunidade espanhola de Buenos Aires.

## Carreira
Marina Marcel iniciou suas atividades artísticas ainda criança, no Teatro Infantil Lavarden. Em 1946, aos 15 anos de idade, já fazia parte do chamado Corpo de Baile oficial do conhecido Teatro Colón, na posição de bailarina solista. Insatisfeita com os rumos do governo de Juan Perón em seu país de origem, Marina Marcel deixou a companhia oficial e ingressou no Ballet Alaria, tendo o mesmo excursionado para o Brasil no início da década de 1950. Esta viagem representou um turning point na carreira de Marina que, a partir daí, passou a ter interesse por aquele país até então desconhecido.
Logo foi convidada a trabalhar no Brasil como integrante da Companhia de Revistas Walter Pinto, propriedade do referido produtor artístico de renome, baseada no Teatro Recreio, na Praça Tiradentes, na cidade do Rio de Janeiro. Marina Marcel prontamente aceitou o convite, aliando as possibilidades de aperfeiçoamento profissional ao desejo de fixar residência no país. Sua primeira participação teatral no Rio de Janeiro foi o espetáculo Muié Macho Sim Sinhô (1950), estrelado por Virgínia Lane, Grande Otelo e Oscarito. No ano seguinte, regressou a Buenos Aires com o objetivo de recrutar bailarinas argentinas para integrarem a trupe artística de Walter Pinto, devido à escassez de profissionais qualificadas no Brasil.

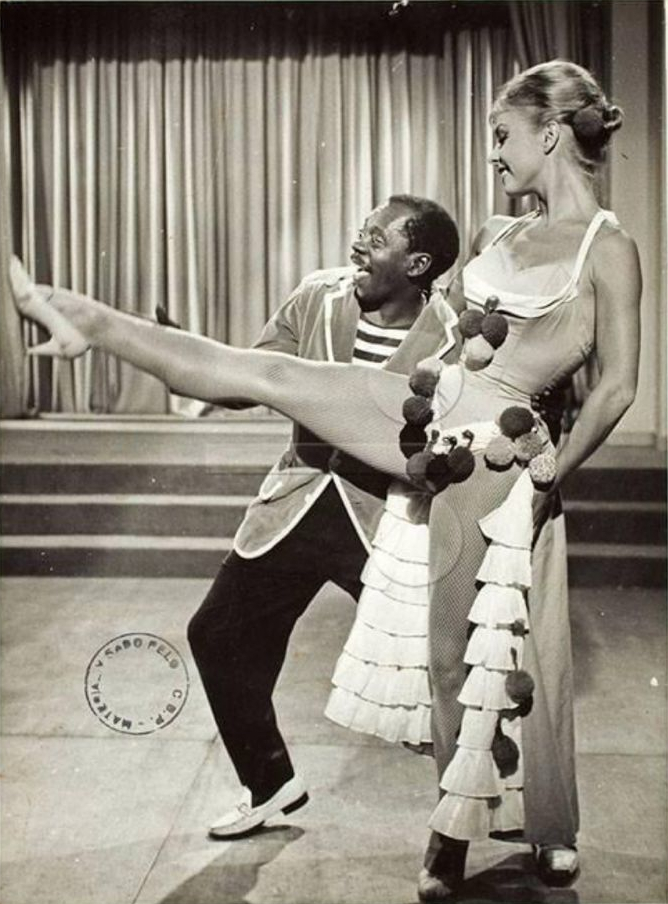
Marina Marcel com Grande Otelo

De volta ao Brasil, Marina Marcel passou a exercer ao longo da década de 1950 cada vez mais destaque em diversas produções do teatro de revista da época. Como integrante da companhia de Walter Pinto, participou também dos espetáculos "É Fogo na Jaca"  e "Eu Quero Sassaricá". Em 1954 a atriz ingressou na companhia de Carlos Machado, estreando na peça "Satan Dirige o Espetáculo", a primeira de dezenas de participações em espetáculos do referido produtor.  Nesta fase, destaca-se a participação da bailarina em “Uma Noite no Rio”, que após fazer sucesso no Rio de Janeiro e em São Paulo, excursionou para Nova York em 1956.

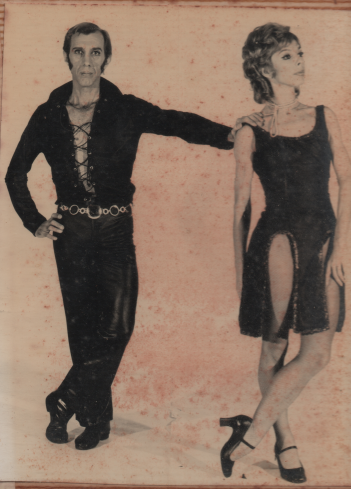
Marina Marcel e o bailarino David Dupré

No final da década de 1950, Marina Marcel atuou em filmes do estilo chanchada, como em Massagista de Madame (1958, com Zé Trindade), A Grande Vedete (1958, com Dercy Gonçalves) e Um Candango na Belacap (lançado em 1961, com Ankito e Ronald Golias), manifestando a atriz preferência pela atividade cinematográfica em relação às restrições impostas pelo teatro de revista.
Em 1961, Marina Marcel afastou-se da carreira artística em virtude de seu casamento. Desta maneira, iniciou-se um hiato em sua atividade artística, que somente seria retomada na década de 1970.
No ano de 1970, a atriz retorna aos palcos em Promessas e Promessas, produzida por Victor Berbara, ao lado de artistas famosos como Irma Álvarez, Vilma Vernon, Mara Rúbia e Waldir Maia. No ano seguinte, Marina Marcel realiza uma excursão com o 1º Bailarino do Theatro Municipal do Rio de Janeiro, David Dupré, por diversos países na Europa e na África.

Em meados da década de 1970, Marina deixou de se apresentar diretamente nos palcos, passando a dedicar-se aos ofícios de coreógrafa e professora de ballet na cidade do Rio de Janeiro, tanto como professora particular, quanto como integrante da Academia de Ballet Leda Iuqui. Neste período, destaca-se na sua carreira a participação como coreógrafa e bailarinas nos musicais Boogie Rock (1974) e o Rio Amanheceu Cantando (1975), este último tendo em seu elenco com figuras como Elizeth Cardoso, Sidney Magal e Vera Manhães.

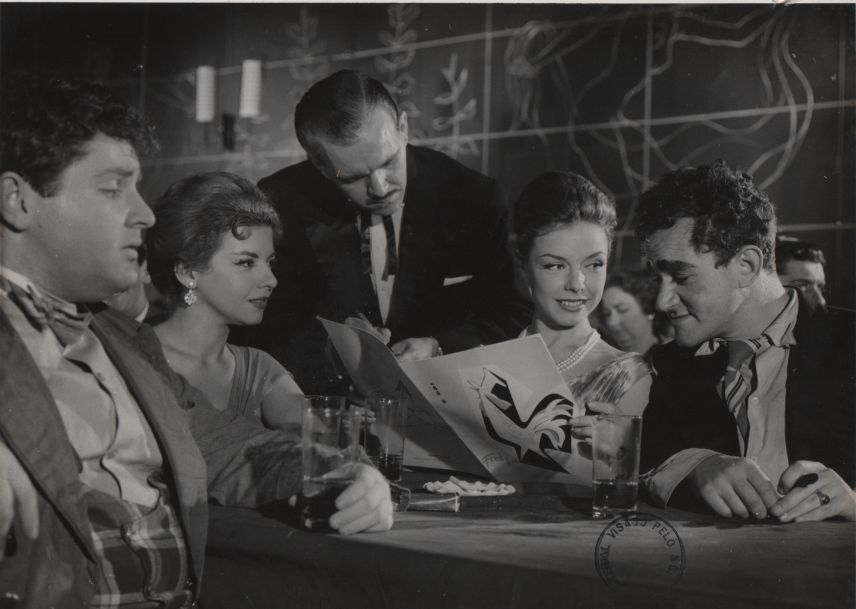
Marina Marcel com Ronald Golias e Jô Soares

Marina Marcel faleceu aos 86 anos de idade, na cidade do Rio de Janeiro.

## Vida pessoal
Marina Marcel casou-se nos anos 1960 com o banqueiro Silverio Ceglia, imigrante italiano proprietário do Banco Industrial Brasileiro, que a conheceu em uma de suas apresentações artísticas. Após a realização do matrimônio, Marcel afastou-se das atividades artísticas, conforme mencionado anteriormente. O divórcio ocorreu em 1973, após o qual manteve-se por toda vida uma relação de amizade próxima. Deixou dois netos, Camila e Daniel, filhos de sua filha Loretta.

## Legado
Embora seja praticamente desconhecida pelo público dos dias atuais, Marina Marcel desempenhou um papel importante nos anos finais do teatro de revista brasileiro, ao longo da década de 1950. Suas performances arrancaram diversos elogios na imprensa da época, sendo a artista aclamada pela solidez de sua formação em ballet clássico, aliada à vivacidade de suas apresentações. Além disso, sua intensa beleza física era frequentemente destacada, fato que fez sua imagem ser estampada na capa de revistas de grande circulação daquele período, como o Cruzeiro, Manchete e O Mundo Ilustrado, assim como ser eleita pelo cronista Sérgio Porto, conhecido como Stanislaw Ponte Preta, uma das "certinhas do Lalau" em 1954. 
Suas participações cinematográficas coincidem com o declínio da chanchada enquanto expressão majoritária do cinema brasileiro. A chanchada, definida como um estilo cinematográfico marcado pela leveza e pela presença de um humor mais ingênuo, começa a dar lugar a uma estética cinematográfica mais sóbria e politicamente engajada, cuja maior expressão é o Cinema Novo.

### Teatro
| Ano       | Título                                                                          | Local                                | Notas                                               |
| --------- | ------------------------------------------------------------------------------- | ------------------------------------ | --------------------------------------------------- |
| 1941-1951 | Diversos Espetáculos do Corpo de Baile do Teatro Colón de Buenos Aires 'Ballet' | Buenos Aires                         |                                                     |
| 1950      | Muié Macho Sim Sinhô                                                            | Teatro Recreio, Rio de Janeiro       |                                                     |
| 1951      | Folias de 1951                                                                  | Rio de Janeiro                       |                                                     |
| 1952      | Eu quero sassaricá                                                              | Rio de Janeiro                       |                                                     |
| 1953      | É fogo na jaca                                                                  | Rio de Janeiro, São Paulo e outras.  | apresentada pela Companhia de Revistas Walter Pinto |
| 1954      | Quo Vadis, Carnaval?                                                            | Rio de Janeiro                       |                                                     |
| 1954      | Este Rio Moleque                                                                | Rio de Janeiro                       |                                                     |
| 1954      | A volta ao mundo em 80 minutos                                                  | Rio de Janeiro                       |                                                     |
| 1954      | Satan Dirige o Espetáculo                                                       | Rio de Janeiro                       | Produção de Carlos Machado                          |
| ?         | Humoresque                                                                      | Rio de Janeiro                       |                                                     |
| ?         | Rio de Janeiro a Janeiro                                                        | Rio de Janeiro                       |                                                     |
| 1956      | Uma Noite no Rio (A Night in Rio)                                               | Hotel Waldorf-Astoria – Nova York    |                                                     |
| 1958      | Mister Samba                                                                    | Teatro Night And Day, Rio de Janeiro |                                                     |
| 1959      | The Million Dollar Baby                                                         | Teatro Night And Day, Rio de Janeiro | Produção de Carlos Machado                          |
| 1972      | Promessas e Promessas                                                           | Teatro Ginástico, Rio de Janeiro     | Produzida por Victor Berbara                        |

### Cinema[5]
| Ano  | Título                 | Direção              |
| ---- | ---------------------- | -------------------- |
| 1958 | Massagista de Madame   | Victor Lima          |
| 1958 | A grande vedete        | Watson Macedo        |
| 1959 | Entrei de gaiato       | Josip Bogoslaw Tanko |
| 1959 | O Homem do Sputnik     | Carlos Manga         |
| 1960 | Tudo legal             | Victor Lima          |
| 1961 | Um Candango na Belacap | Roberto Farias       |